# Spoorlijn Bratislava – Kittsee – Wenen
De spoorlijn Bratislava - Kittsee - Wien (ÖBB) verbindt de Slowaakse hoofdstad Bratislava via Kittsee met de Oostenrijkse hoofdstad Wenen. De lijn heeft een totale lengte van ruim 73 kilometer en is dubbelsporig. Op het Slowaakse grondgebied, van Bratislava hl. st. tot Petržalka, is ze geëlektrificeerd met een spanning van 25 kV en 50 Herz. Vanaf Petržalka tot Wenen is er 15.000 volt wisselspanning (16 2/3 Herz) op de bovenleiding. Deze lijn is in het westen van Slowakije gelegen en is geregistreerd onder het nummer 101. 

## Geschiedenis
De eerste spoorweg tussen Wenen en Bratislava via Marchegg (lijn nummer 100) bestond reeds in 1848. Een halve eeuw later, in 1897, werd onderhavige lijn 101 aangelegd die de beide hoofdsteden verbindt via Kittsee en Parndorf. De aanleg hiervan maakte internationaal spoorwegverkeer mogelijk tussen Wenen en Bratislava,  en verder naar Győr (Noordwest Hongarije) en Pest (Hongarije). Ooit reden op laatstgenoemde traject internationale treinen vanuit het Oostenrijks-Hongaarse Rijk, naar Polen en Tsjechië.
Lijn 101 en het station Bratislava-Petržalka werden jarenlang weinig benut maar in het laatste decennium van de 20e eeuw werd de spoorweginfrastructuur geoptimaliseerd. Anno 2023 wordt het station Bratislava-Petržalka regelmatig gebruikt voor de internationale verbinding Bratislava-Wenen. In de toekomst zal dit station het eindpunt worden van de hogesnelheidstreinen vanuit Parijs.

## Stations en stopplaatsen

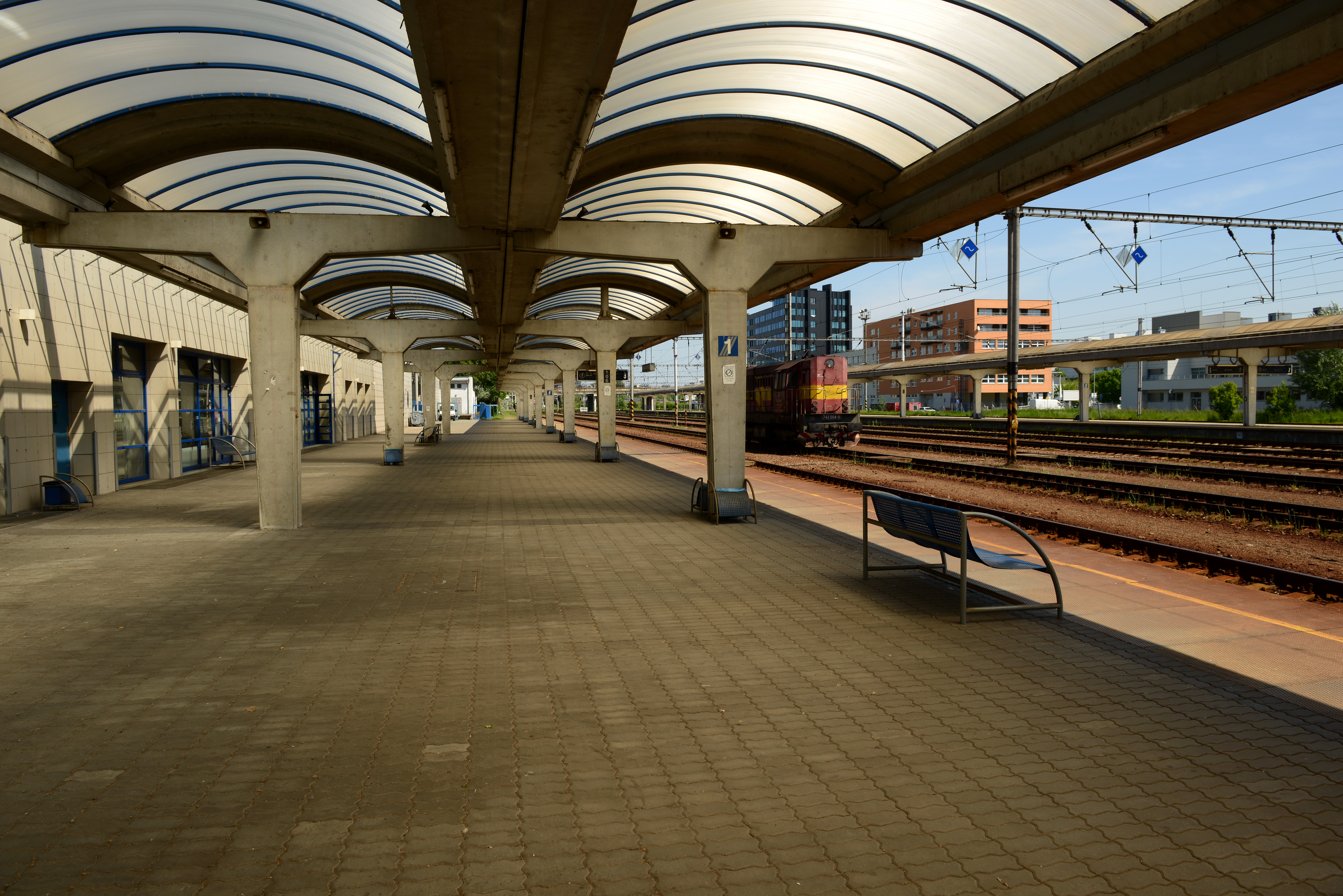
Station Bratislava-Petržalka

- vertakking Bratislava hlavná stanica
- Bratislava-Petržalka
- Kittsee
- Pama
- Gattendorf
- Neudorf
- Parndorf
- richting Wenen (ÖBB)